# Anne-Frédérique Rochat
Anne-Frédérique Rochat, née à Vevey le 29 mars 1977, est une actrice et écrivaine suisse romande du canton de Vaud.

## Biographie
Anne-Frédérique Rochat naît le 29 mars 1977 à Vevey, dans le canton de Vaud. Elle grandit à Clarens, localité rattachée à Montreux, avec ses deux sœurs cadettes.  
Elle obtient un diplôme de comédienne au conservatoire de Lausanne en juin 2000. Depuis, elle joue régulièrement entre Genève et Lausanne.  
Elle vit à Lausanne.  

## Parcours artistique
En 2005 et 2006, Anne-Frédérique Rochat reçoit successivement le prix à l’écriture théâtrale de la Société suisse des auteurs (SSA) pour Mortifère, puis pour Apnée. En 2007, la courte pièce Propre en ordre est publiée aux éditions Zoé dans le recueil La Suisse côté cour et côté jardin. En 2008, elle reçoit le Prix des lectrices Femina pour la nouvelle Le temps d’Anna. Apnée est simultanément publiée dans Enjeux 5, la collection Théâtre en camPoche, chez Bernard Campiche éditeur et montée au Pulloff théâtres à Lausanne par Nathalie Lannuzel. La même année, Les éoliennes est lauréate des Journées de Lyon des auteurs de théâtre et publiée à L'Act Mem (Éditions Comp'Act), puis mise en espace par Yves Charreton. 
En 2010, Les éoliennes est mise en lecture au Théâtre du Rond-Point à Paris et au CDNA de Grenoble par Marie Potonet. En 2009, elle obtient une bourse d'écriture de Pro Helvetia pour la pièce Lapis-Lazuli. En 2011, la pièce Il n'y a pas lieu de s'inquiéter est montée au Pulloff théâtres à Lausanne par Magdalena Czartoryjska Meier. En 2012, elle joue dans la pièce L’épreuve du feu de Magnus Dahlström, mis en scène par Guillaume Béguin, et son roman Accident de personne est publié aux Éditions Luce Wilquin. En 2013, elle obtient la bourse à l'écriture du Canton de Vaud et son roman Le sous-bois est publié aux mêmes Éditions Luce Wilquin. L’année 2014 amène la publication de son troisième roman À l’abri des regards et la réalisation de sa pièce l’Échappée mise en scène par Olivier Périat au Théâtre 2.21 à Lausanne, où elle tient également un de rôles. En 2015, elle publie Le Chant du canari, toujours chez le même éditeur. En 2016, elle devient lauréate du Prix Culturel Littérature décerné par la Fondation Vaudoise pour la Culture et publie L’Autre Edgar. En 2017, elle joue dans son propre texte La marina mis en scène par Olivier Périat et publie La ferme (vue de nuit). La publication du roman Miradie (2018) marque la fin de sa collaboration avec les Éditions Luce Wilquin qui cessent leur activité. En 2020, elle s’associe une nouvelle fois avec Olivier Périat et la Compagnie Interlope pour créer sa pièce Les veilleuses au Théâtre de l’Oriental à Vevey. Au printemps 2021, elle publie Longues nuits et petits jours chez Slatkine.

## Romans
- 2012 : Accident de personne, Éditions Luce Wilquin  (ISBN 978-2-88253-444-6)[16]
- 2013 : Le Sous-bois, Éditions Luce Wilquin  (ISBN 978-2-88253-466-8)
- 2014 : À l’abri des regards, Éditions Luce Wilquin  (ISBN 978-2-88253-491-0)
- 2015 : Le Chant du canari, Éditions Luce Wilquin  (ISBN 978-2-88253-508-5)[17]
- 2016 : L'Autre Edgar, Éditions Luce Wilquin  (ISBN 978-2-88253-523-8)[18]
- 2017 : La ferme (vue de nuit), Éditions Luce Wilquin  (ISBN 978-2-88253-535-1)
- 2018 : Miradie, Éditions Luce Wilquin  (ISBN 978-2-88253-548-1)
- 2021 : Longues nuits et petits jours, Éditions Slatkine  (ISBN 978-2-83211-038-6)
- 2023 : Le retour de Mara Roux, Éditions BSN Press / Okama  (ISBN 978-2-940658-83-1)[19]

## Pièces de théâtre
- 2007 : Propre en ordre, dans le recueil collectif "La Suisse côté cour et côté jardin", Éditions Zoé  (ISBN 978-2-88182-593-4)
- 2008 : Apnée, Théâtre en campoche, Enjeux 5, Bernard Campiche Éditeur  (ISBN 978-2-88241-232-4)
- 2008 : Les éoliennes, L'Act Mem (Éditions Comp'Act)  (ISBN 978-2-35513-034-2)